# Indrasaurus
Indrasaurus wangi
Genre
Espèce
Indrasaurus est un  genre fossile de lézards ayant vécu au Crétacé inférieur, il y a environ 130 millions d'années. Il a été retrouvé au sein de la formation géologique de Jehol, dans la province du Liaoning, en Chine. Il n'est représenté que par l'espèce Indrasaurus wangi.

## Description
Le spécimen type de l'unique espèce, Indrasaurus wangi, a été retrouvé fossilisé dans la cavité abdominale d'un petit dinosaure Dromaesauridae, Microraptor zhaoianus, dont il était ainsi la proie à l'instar de petits mammifères, téléostéens et oiseaux. À en juger par sa position, le lézard a été gobé la tête la première par le dinosaure. Il a été nommé ainsi en référence au dieu hindou Indra qui, selon une légende, a été avalé par un dragon qu'il était en train de combattre.

## Classification
Le nom valide complet (avec auteur) de ce taxon est Indrasaurus O'Connor (d) et al., 2019,.

### Étymologie
Le nom générique, Indrasaurus, est la combinaison du dieu hindou Indra qui, selon une légende, a été avalé par un dragon qu'il était en train de combattre, et de saurus, dérivé du grec ancien σαύρα, saúra, « lézard ».
L'épithète spécifique, wangi, a été donnée en l'honneur de Yuan Wang, pour son important travail sur les fossiles d'amphibiens et de reptiles chinois et pour son dévouement à la promotion  de ces fossiles au travers d'expositions dans les musées.

### Publication originale
- (en) Jingmai O'Connor, Xiaoting Zheng, Liping Dong, Xiaoli Wang, Yan Wang, Xiaomei Zhang et Zhonghe Zho, « Microraptor with Ingested Lizard Suggests Non-specialized Digestive Function », Current Biology, vol. 29,‎ 22 juillet 2019, p. 2423-2429.e2 (ISSN 0960-9822, PMID 31303494, DOI 10.1016/j.cub.2019.06.020, lire en ligne)